# Jos Luhukay
Jos Luhukay (Venlo, 13 juni 1963) is een Nederlands voormalig voetballer en huidig voetbaltrainer die laatstelijk werkzaam is geweest bij VVV-Venlo.

## Spelerscarrière
Luhukay is een zoon van een Molukse vader en een Nederlandse moeder. Zijn carrière begon in 1979 bij FC VVV. Als zeventienjarige maakte hij zijn competitiedebuut op 11 januari 1981 in een thuiswedstrijd tegen FC Den Bosch (1-3 verlies), als invaller voor Klaus Zedler. Een echte doorbraak als basisspeler liet op zich wachten omdat hij een hernia opliep. In 1982 leek Luhukay voor het profvoetbal verloren te gaan omdat hij bij de amateurs ging spelen, eerst bij SV Venray, later op een nog lager niveau bij VOS in Venlo.
In 1986 kreeg de aanvallend ingestelde middenvelder onder trainer Jan Reker bij VVV weer een nieuwe kans in het betaald voetbal. Deze keer slaagde Luhukay wel. Hij speelde met VVV drie seizoenen in de Eredivisie, maar na de degradatie in 1989 maakte hij de overstap naar SVV dat destijds werd getraind door Dick Advocaat.
Na een tweejarig verblijf bij RKC speelde hij bij KFC Uerdingen 05 kort in de Bundesliga. In 1996 maakte hij de overstap naar SV Straelen, waar hij vanaf 1998 het voetballen combineerde met het trainerschap. In 2000 zette hij definitief een punt achter zijn spelersloopbaan. Hij speelde als prof 189 competitiewedstrijden en scoorde 41 doelpunten.

### Spelerstatistieken
| Seizoen | Club             | Competitie               | Duels | Goals |
| ------- | ---------------- | ------------------------ | ----- | ----- |
| 1979/80 | FC VVV           | Eerste divisie           | 0     | 0     |
| 1980/81 | FC VVV           | Eerste divisie           | 16    | 2     |
| 1981/82 | FC VVV           | Eerste divisie           | 4     | 2     |
| 1982/83 | SV Venray        | Zondag Hoofdklasse C     | -     | -     |
| 1983/84 | VOS              | Derde klasse D           | -     | -     |
| 1984/85 | VOS              | Derde klasse D           | -     | -     |
| 1985/86 | VOS              | Derde klasse D           | -     | -     |
| 1986/87 | VVV              | Eredivisie               | 10    | 3     |
| 1987/88 | VVV              | Eredivisie               | 34    | 9     |
| 1988/89 | VVV              | Eredivisie               | 31    | 7     |
| 1989/90 | SVV              | Eerste divisie           | 28    | 9     |
| 1990/91 | SVV              | Eredivisie               | 29    | 3     |
| 1991/92 | RKC              | Eredivisie               | 20    | 4     |
| 1992/93 | RKC              | Eredivisie               | 15    | 2     |
| 1993/94 | SV Straelen      | Landesliga Niederrhein   | -     | -     |
| 1994/95 | SV Straelen      | Verbandsliga Niederrhein | -     | -     |
| 1995/96 | KFC Uerdingen 05 | Bundesliga               | 2     | 0     |
| 1996/97 | SV Straelen      | Oberliga Niederrhein     | -     | -     |
| 1997/98 | SV Straelen      | Oberliga Niederrhein     | -     | -     |
| 1998/99 | SV Straelen      | Oberliga Niederrhein     | 0     | 0     |
| 1999/00 | SV Straelen      | Oberliga Niederrhein     | 30    | 6     |

## Trainerscarrière
Luhukay begon zijn trainerscarrière bij de club waar hij zijn spelerscarrière afsloot. Na twee jaar hoofdtrainer te zijn geweest bij SV Straelen keerde Luhukay in 2000 terug bij KFC Uerdingen 05 als opvolger van Peter Vollmann. De club was inmiddels afgezakt naar de Regionalliga Nord. In 2002 kreeg hij de kans om in de Bundesliga te werken, als assistent-trainer bij 1. FC Köln. Na drie seizoenen ging hij medio 2005 aan de slag als hoofdtrainer van SC Paderborn 07 in de 2. Bundesliga.

### Mönchengladbach
Vervolgens ging Luhukay bij Borussia Mönchengladbach aan de slag als assistent van Jupp Heynckes, maar nadat deze ontslagen werd functioneerde hij als hoofdtrainer. Ondanks de degradatie van de club in 2007 mocht Luhukay aanblijven en leidde hij de Fohlen naar het kampioenschap van de 2. Bundesliga in het daaropvolgende seizoen. Na een slechte seizoensstart werd hij in het najaar van 2008 ontslagen.

### Augsburg
Op 24 maart 2009, enkele maanden na zijn vertrek bij Borussia Mönchengladbach, werd Luhukay benoemd tot hoofdtrainer van FC Augsburg vanaf medio 2009. Augsburg kwam op dat moment uit in de 2. Bundesliga. Door het voortijdige ontslag van zijn voorganger begon hij echter al half april 2009 aan zijn nieuwe baan. In zijn eerste jaar werd hij met Augsburg derde en veroordeeld tot een promotie-/degradatiewedstrijd tegen 1. FC Nürnberg. Zowel het thuis- (0-1) als het uitduel (2-0) werd verloren. In het seizoen 2010/11 eindigde de ploeg op een tweede plaats en was de club zeker van promotie naar de Bundesliga. Voor de eerste keer in haar bestaan ging de club op het hoogste niveau spelen. Luhukay besloot echter in 2012, nadat Augsburg het Klassenerhalt had veiliggesteld, de club te verlaten voor het naar de 2. Bundesliga gedegradeerde Hertha BSC.

### Hertha
Onder leiding van Luhukay slaagde Hertha er binnen een jaar in weer terug te keren naar het hoogste niveau. De Berlijners werden in het seizoen 2012/13 kampioen van de 2. Bundesliga. Voor Luhukay was het de derde keer in zijn trainerscarrière dat hij met zijn ploeg promotie naar het hoogste niveau bewerkstelligde. Hertha won de eerste wedstrijd van het nieuwe seizoen in de Bundesliga direct met 6-1 van Eintracht Frankfurt en stond na de eerste speelronde eerste. Hertha eindigde het seizoen uiteindelijk als elfde. Het seizoen 2014/15 verliep minder succesvol. Op 5 februari 2015 werd hij na tegenvallende resultaten ontslagen bij Hertha. De club stond op dat moment op de voorlaatste plaats. Tijdens de laatste wedstrijden drongen de fans al massaal aan op het vertrek van de Nederlander. Hij werd opgevolgd door de Hongaarse ad-interim Pál Dárdai.

### Stuttgart
In mei 2016 tekende Luhukay een contract voor twee jaar bij het dan net naar de 2. Bundesliga gedegradeerde VfB Stuttgart. Hier moest hij gaan bewerkstelligen waar hij eerder bij andere clubs in slaagde, de club terugbrengen naar het hoogste niveau. Op 15 september 2016 stapte Luhukay echter al op, na onenigheid met technisch directeur Jan Schindelmeiser.

### Verdere carrière
Na een periode zonder club, begon Luhukay in januari 2018 als hoofdtrainer bij het Engelse Sheffield Wednesday in de Championship. Aanvankelijk kreeg hij de ploeg aan het voetballen en waren de resultaten positief. In december van datzelfde jaar, vlak voor kerst, werd hij echter ontslagen na een mindere reeks wedstrijden.
Daarna ging Luhukay weer in Duitsland aan de slag als hoofdtrainer, hij werd op 10 april 2019 aangesteld bij FC St. Pauli in de 2. Bundesliga. Ruim een jaar later, op 29 juni 2020, werd Luhukay ontslagen bij de club uit Hamburg.
Op 17 maart 2021 werd de clubloze Luhukay aangesteld als trainer van zijn voormalige club VVV-Venlo. Zijn doelstelling werd het veiligstellen van het Eredivisieschap voor zijn voormalige club. Het werd zijn eerste trainersklus in Nederland. Hij werd daarin bijgestaan door voormalig ploeggenoot Jay Driessen als assistent-trainer. De Venlonaar slaagde er niet om zijn club te behouden voor de Eredivisie. Direct na afloop van de met 3-1 verloren uitwedstrijd bij Ajax op 13 mei 2021 maakte Luhukay bekend ondanks de degradatie bij VVV te blijven. Na een moeizame eerste seizoenshelft in de Eerste divisie sijpelden berichten door over tweespalt binnen de selectie. Luhukay's werkwijze zou tot die onvrede leiden. De clubleiding maakte echter kenbaar achter de trainer te staan. Kort na de winterstop benadrukte VVV dat vertrouwen in de oefenmeester met een contractverlenging met nog een jaar tot medio 2023. Na afloop van een teleurstellend seizoen, waarin de gedegradeerde club slechts als tiende eindigde in de Eerste divisie, besloten club en trainer de samenwerking ondanks het doorlopende contract toch te verbreken.

## Erelijst
Als trainer
 Borussia Mönchengladbach
- 2. Bundesliga: 2007/08

 Hertha BSC
- 2. Bundesliga: 2012/13